# Nikolai Jurkin
Nikolai Serguéievitx Jurkin (en rus Николай Сергеевич Журкин) (5 de maig de 1991) és un ciclista rus, professional des del 2012. Combina tant la ruta com la pista.

## Palmarès en pista
- 2009
  -  Campió del món júnior en Quilòmetre Contrarellotge
- 2012
  -  Campió d'Europa sub-23 en Persecució per equips (amb Matvey Zubov, Víktor Manakov i Ivan Savitskiy)
- 2015
  - 1r al Memorial Lesnikov en Òmnium

### Resultats a laCopa del Món en pista
- 2012-2013
  - 1r a Aguascalientes, en Persecució per equips

## Palmarès en ruta
- 2015
  - Vencedor d'una etapa al Bałtyk-Karkonosze Tour
- 2018
  - Vencedor d'una etapa al Friendship People North-Caucasus Stage Race
- 2019
  - Vencedor de 3 etapes al Gran Premi de Sotxi
  - Vencedor d'una etapa a la Volta a Costa Rica